# Atlantic Causeway
Die Atlantic Causeway war ein 1969 gebauter britischer ConRo-Frachter, der zunächst im Transatlantikdienst fuhr und 1982 von der Royal Navy für den Falklandkrieg requiriert wurde. Nach der Rückgabe wurde er aufgelegt und 1986 abgewrackt.

## Bau und technische Daten
Ende der 1960er-Jahre bestellten die Konsortialmitglieder der Atlantic Container Lines (ACL) sechs Schiffe der ACL G2-Serie für den Liniendienst, davon übernahm die Cunard-Line zwei Einheiten. Beide bestellte sie bei der Werft Swan Hunter, welche den ersten Neubau auf der Walker Naval Yard unter der Baunummer 1 auf Kiel legte. Der Stapellauf der Atlantic Causeway fand am 2. April 1969 statt, die Ablieferung erfolgte Ende des Jahres.
Ihre Länge betrug 212,1 Meter, sie war 28,0 Meter breit, hatte einen Tiefgang von 9,1 Metern und war mit 14.946 BRT bzw. 7405 NRT vermessen bei einer Tragfähigkeit von 18.146 Tonnen. Das Schiff konnte rund 1200 Standardcontainer (TEU) laden. Der Antrieb bestand aus vier Dampfturbinen des Herstellers Associated Electrical Industries aus Manchester. Sie erzielten 38.500 PS und wirkten auf zwei Schrauben. Damit erreichte sie eine Geschwindigkeit von 23,0 Knoten. Für Anlegemanöver und Ablegemanöver verfügte sie über ein Bugstrahlruder. Zur Besatzung zählten 33 Mann.

## Geschichte
Nach der Ablieferung im November 1969 setzte das Reedereikonsortium ACL die Atlantic Causeway im Transatlantikdienst zwischen Europa und der nordamerikanischen Ostküste ein, ohne dass aus den nächsten Jahren besondere Auffälligkeiten überliefert sind.
Zu Beginn des Falklandkrieges 1982 war die Atlantic Causeway wie auch das Schwesterschiff Atlantic Conveyor eines der 40 zivilen Handelsschiffe unter britischer Flagge, die vom britischen Verteidigungsministerium requiriert und zum Transport der British Task Force zu den Falklandinseln genutzt wurden. Zwei Tage nach der Requirierung begann am 6. Mai 1982 der Umbau des Schiffes in Devonport, um es zunächst für den Hubschraubertransport und vor Ort als Hubschrauberträger nutzen zu können. Im Unterschied zur Atlantic Conveyor erhielt die Atlantic Causeway auf dem Vorschiff ein improvisiertes Hangardeck und Betankungseinrichtungen.
Am 14. Mai 1982 verließ das Schiff England in Richtung Südatlantik mit acht Sea King HAS.2 und 20 Wessex-HU.5-Hubschraubern an Bord und erreichte die Sperrzone um die Falklands am 27. Mai. Vier Tage später, am 31. Mai, entlud sie Hubschrauber und Nachschubgüter in der Landezone vor San Carlos. Während der nächsten Wochen diente die Atlantic Causeway als Basisschiff der Hubschrauber: Im Laufe der Operation fanden rund 4.000 Hubschrauberlandungen und rund 500 Betankungen auf dem Schiff statt.
Im Juli 1982 kehrte die Atlantic Causeway nach Großbritannien zurück und beförderte dabei zwei der fünf erbeuteten argentinischen Erdkampfflugzeuge vom Typ FMA IA 58 Pucará als Decksfracht. Nach dem Rückbau erhielt die Atlantic Container Line ihr Schiff zurück. Die Reederei ließ den Frachter anschließend in Liverpool auflegen. 1986 wurde das Schiff endgültig außer Dienst gestellt und zum Abwracken verkauft. Für die Fahrt zur Abwrackwerft in Kaohsiung/Taiwan erhielt sie den Überführungsnamen Atlantic und wurde ab dem 16. August 1986 abgebrochen.